# Rick Elgood
Rick Elgood est un réalisateur et monteur britannique.

## Filmographie
- 2003 : One love (coréalisateur)
- 2000 : The cClash : Westway to the world (producteur)
- 1997 : Dancehall Queen (réalisateur)
- 1988 : War Requiem (monteur)
- 1987 : Aria (monteur)

Il est l'auteur de The Rough Guide to Jamaican Music, ouvrage sur la musique jamaïcaine des années 1950 à nos jours.